# Waschhaus (Récicourt)

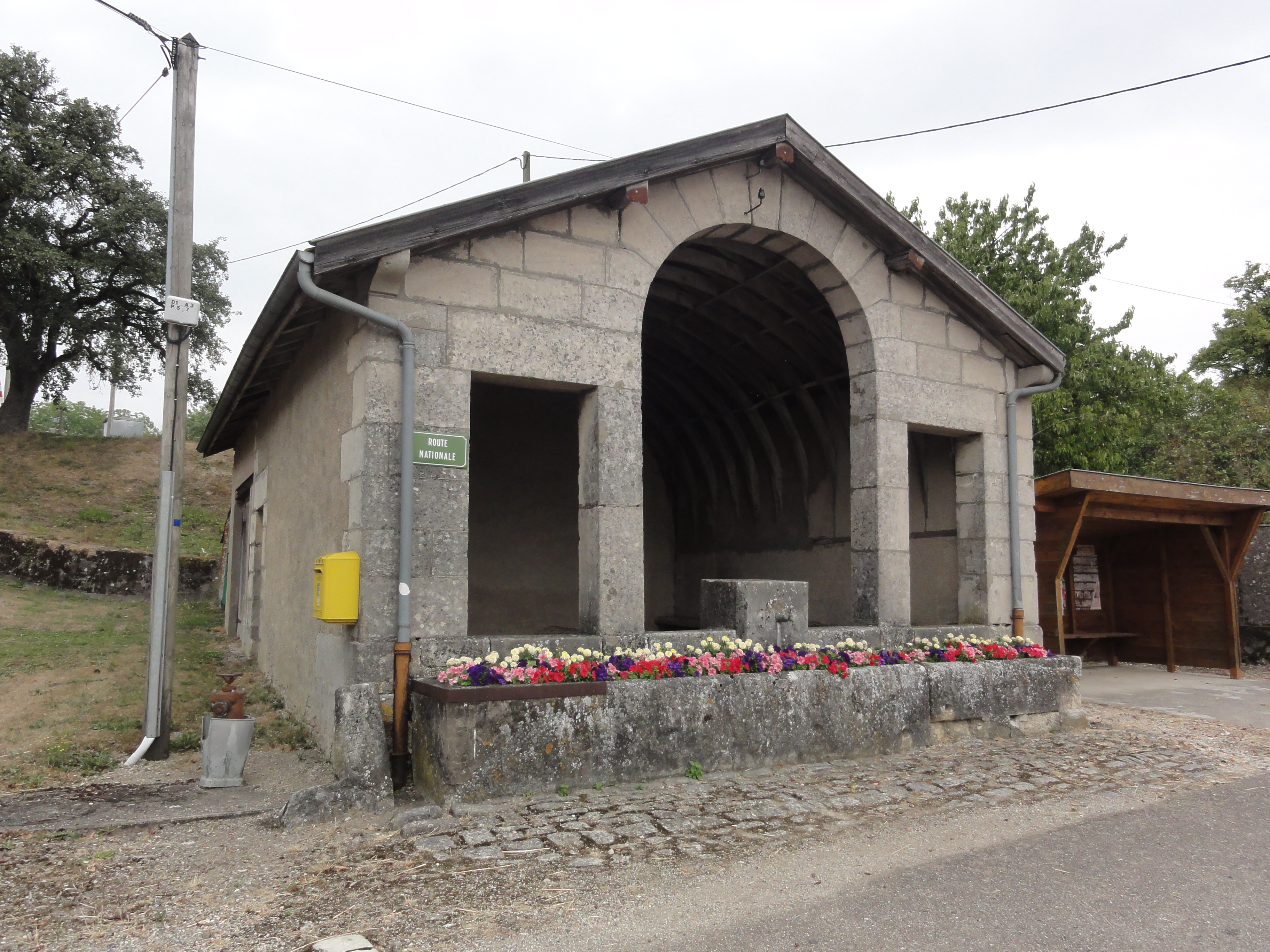
Waschhaus in Récicourt

Das öffentliche Waschhaus (französisch lavoir) in Récicourt, einer französischen Gemeinde im Département Meuse in der Region Grand Est, wurde im 19. Jahrhundert errichtet. 
Das an drei Seiten geschlossene Waschhaus aus Hausteinmauerwerk mit Satteldach steht an der Route nationale. 
Vor dem Eingäng ist eine Viehtränke vorhanden.